# Улица Романова (Новосибирск)
Улица Рома́нова (до 1924 года — Гуля́евская) — улица в Центральном районе Новосибирска. Состоит из четырёх несвязанных между собой участков. Первый начинается от улицы Советской, пересекает Красный проспект, после чего примыкает к улице Мичурина и прерывается территорией Центрального парка. Следующая часть улицы берёт начало в жилом квартале, пересекает улицу Семьи Шамшиных и заканчивается, соединяясь с улицей Ольги Жилиной. Третий уличный фрагмент располагается в административно-жилом квартале и присоединяется к дорожному съезду на Каменскую магистраль. Четвёртая часть улицы начинается за Каменской магистралью, с восточной стороны от неё.

## Название
Улица названа в честь Василия Романовича Романова, первого председателя Новониколаевского Совета рабочих и солдатских депутатов.

## Исторические здания
Дом артистов — жилое многоквартирное здание, построенное в 1930-х годах архитекторами Б. А. Гордеевым и С. П. Тургеневым. Памятник архитектуры регионального значения. Архитектурный стиль — переходный между конструктивизмом 1920-х годов и «советским классицизмом» 1940—1950-х годов. В этом доме с 1941 по 1944 год жил известный театральный и музыкальный критик, музыковед Иван Иванович Соллертинский.

## Организации
- Новосибирский Дом моделей — организация по проектированию и производству одежды, располагавшаяся в здании на углу Красного проспекта и улицы Романова (дом № 27).

## Интересные факты

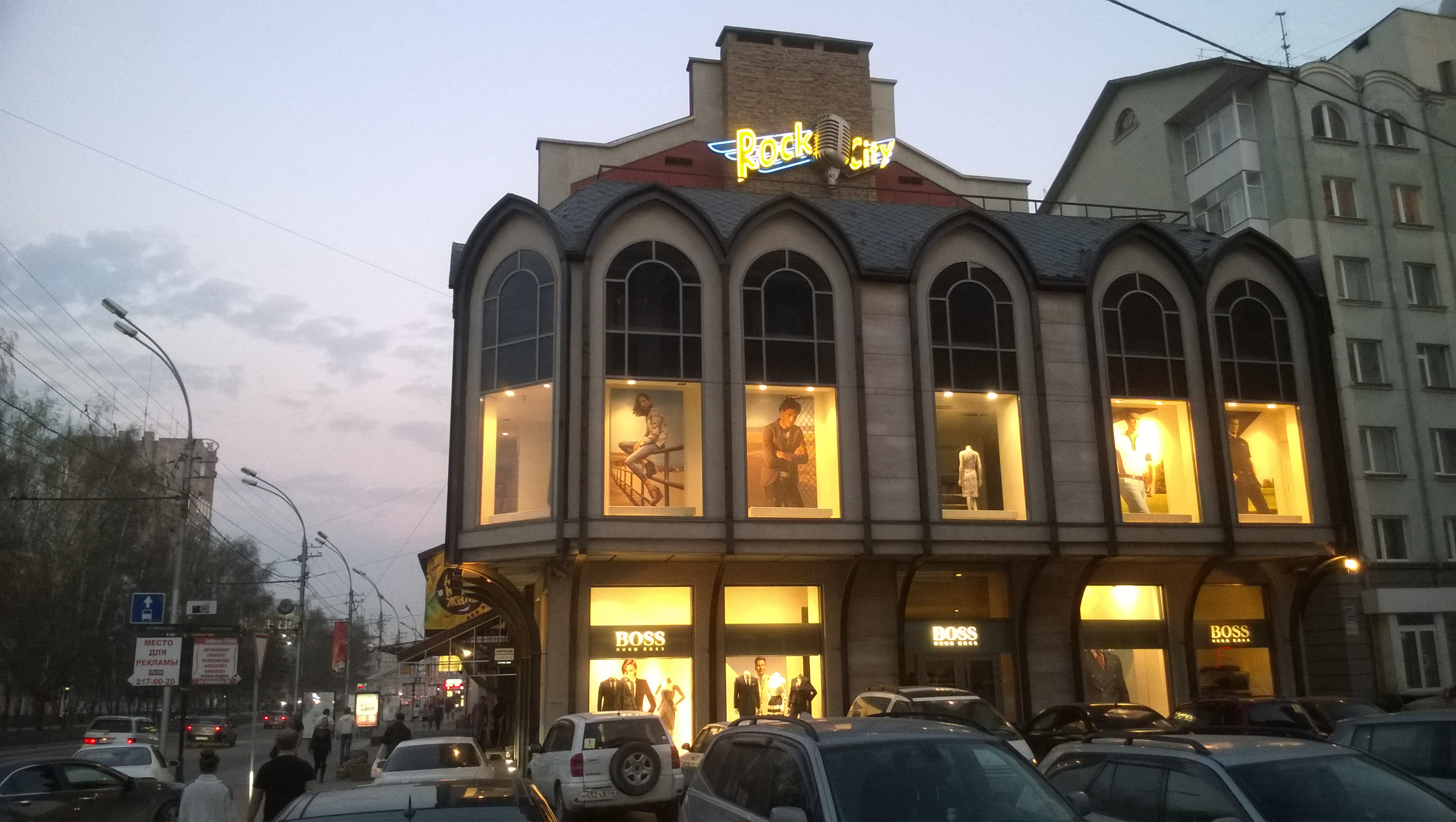
Угол Красного проспекта и улицы Романова.

- Улица Романова не представляет из себя единого целого и разбита на фрагменты Центральным парком, кварталом, частным сектором, кооперативными гаражами и Каменской магистралью. По улице также невозможно напрямую пересечь Красный проспект, так как путь преграждает расположенная в центре проспекта аллея. Облик улицы в её начале (от ул. Советской) очень сильно разнится с видом её конечной части после пересечения Каменской Магистрали.